# Брызгалин, Виктор Степанович
Виктор Степанович Брызгалин (23 февраля 1941, Павлоград, Днепропетровская область — 20 февраля 2014, Израиль) — российский музыкант (баянист), педагог, Заслуженный артист РСФСР, лауреат всероссийских и международных фестивалей и конкурсов.

## Биография
Виктор Степанович Брызгалин родился 23 февраля 1941 года в городе Павлограде Днепропетровской области Украинской ССР, ныне Украина.
Видимо в силу известных событий (начало Великой Отечественной войны), семья вынуждена была переехать в Челябинскую область. Именно там, в городе Миассе, он поступил в музыкальную школу в класс баяна (ученик И. А. Рослого). После окончания музыкальной школы, поступил в Магнитогорское музыкальное училище (ученик В. Т. Буравлёва и Е. А. Кудинова. По окончании училища поступил в Горьковскую консерваторию имени М. И. Глинки в класс к Н. Я. Чайкину. Окончил консерваторию в 1969 году по классу баяна.
Преподавать начал в 1960 году в городе Еманжелинске Челябинской области. С 1964 по 1966 годы, после службы в Советской Армии, преподавал в Курганском культпросветучилище. С 1966 года начал работать в Курганском музыкальном училище (впоследствии ГОУ СПО «Курганский областной музыкальный колледж им. Д.Д. Шостаковича») в качестве преподавателя. С 1970 года и до самой смерти возглавлял отдел народных инструментов этого же учебного заведения. В 1973—1977 годах заместитель директора по учебной работе.
В 1972 году вступил в КПСС.
В 1973 году организовал и долгое время возглавлял «Зауральское трио баянистов», в составе которого в 1994 году получил Гран При на XVI международном конкурсе аккордеонистов в г. Париже (Франция). Написал несколько уникальных методических трудов («Я играю на баяне», «Первая полифоническая школа», и др.), аналогов которым нет во всём мире. Основал международный конкурс-фестиваль «Друг баян», в состав жюри которого входили выдающиеся музыканты, композиторы, основатели баянных, аккордеонных школ СССР, России, СНГ. Создал нотное издательство «Мир Нот» с целью распространения новой методической литературы, а также новых или неизданных произведений известнейших композиторов (как старинных, так и современных).
Профессор Челябинской государственной академии культуры и искусств.
Виктор Степанович Брызгалин скончался 20 февраля 2014 года в <какой?> больнице в Государстве Израиль, где находился на лечении от рака, не дожив до своего 73-летия всего три дня. Похоронен 28 февраля 2014 года на кладбище села Кетово Кетовского сельсовета Кетовского района Курганской области, ныне село — административный центр Кетовского муниципального округа той же области.

## Награды и премии
- Заслуженный артист РСФСР, 1989 год
- Знак Министерства культуры СССР «За отличную работу»
- Почётный гражданин Курганской области, 14 января 2008 года
- Почётная грамота Правительства Курганской области
- Почётная грамота Курганской областной Думы, 2003 год[4]
- Благодарственное письмо Губернатора Курганской области
- Курганская областная премия в сфере литературы и искусства за 1999 год (Зауральское трио баянистов в составе: Брызгалин Виктор Степанович, Карпов Владимир Ильич, Иванов Александр Владимирович, — за создание концертной программы и серию концертов, посвященных 25-летию Зауральского трио баянистов, в концертном сезоне 1998—1999 года)[5]

## Семья
- Жена — Валентина Александровна, старший помощник прокурора Курганской области, старший советник юстиции.
- В семье два сына:
  - Аркадий (род. 14 декабря 1966, Курган), кандидат юридических наук, генеральный директор АО «Центр экономических экспертиз «Налоги и финансовое право».
  - Владислав, юрист.